# Underwood Typewriter Company
La Underwood Typewriter Company fue una fabricante estadounidense de máquinas de escribir con sede en la ciudad de Nueva York y plantas de fabricación en Hartford, Connecticut. Underwood produjo la que se considera la primera máquina de escribir moderna de gran éxito. Para 1939, Underwood había producido cinco millones de máquinas.

## Historia

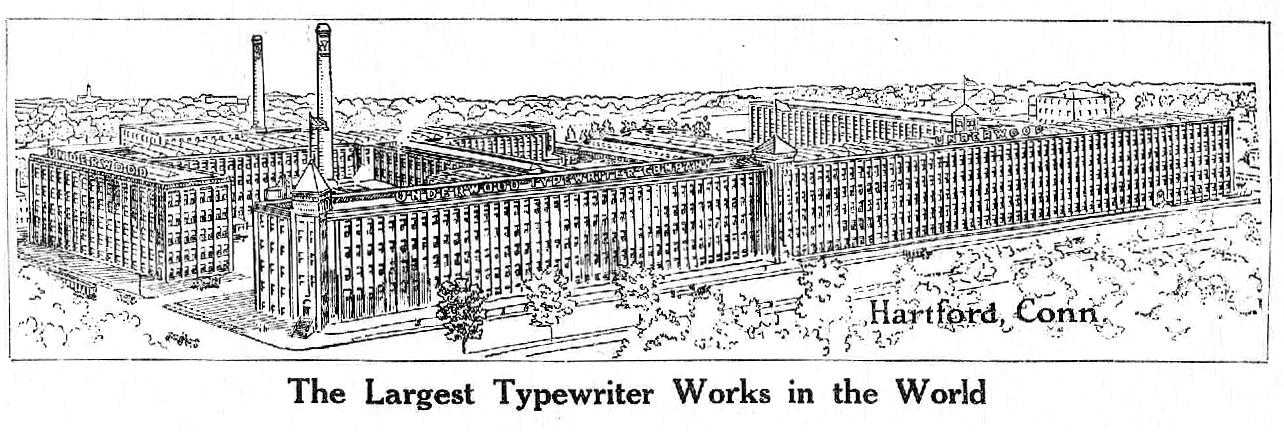
Fábrica de máquinas de escribir Underwood en Hartford, Connecticut, alrededor de 1911-1912.

A partir de 1874, la familia Underwood fabricó cintas para máquinas de escribir y papel carbón, y se encontraba entre varias empresas que producían estos productos para Remington. Cuando Remington decidió empezar a producir cintas ellos mismos, los Underwood optaron por fabricar máquinas de escribir.

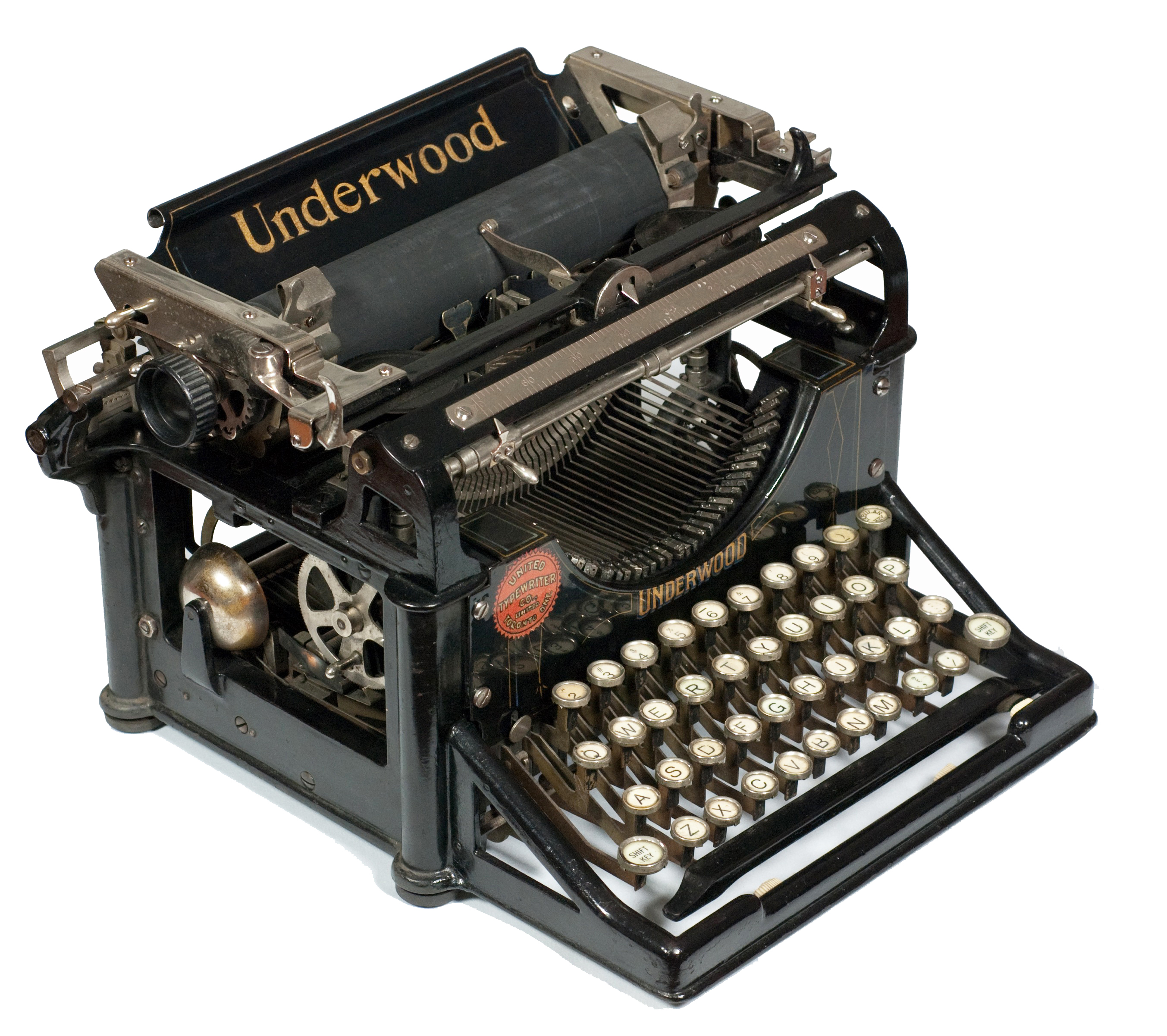
Máquina de escribir Underwood 1, 1896.

La máquina de escribir Underwood original fue inventada por el alemán-estadounidense Franz Xaver Wagner, quien se la mostró al empresario John Thomas Underwood. Underwood apoyó a Wagner y compró la empresa, reconociendo la importancia de la máquina.
La Underwood Number 5 lanzada en 1900 ha sido descrita como «la primera máquina de escribir verdaderamente moderna». A principios de la década de 1920 se habían vendido dos millones de estas máquinas de escribir, y sus ventas «eran iguales en cantidad a las de todas las demás empresas de la industria de las máquinas de escribir juntas». Cuando la compañía estaba en su apogeo como el fabricante de máquinas de escribir más grande del mundo, su fábrica en Hartford, Connecticut, producía máquinas de escribir a un ritmo de una por minuto y, junto con Royal Typewriter Company, convirtió a Hartford en la «capital de las máquinas de escribir del mundo».
Philip Dakin Waggoner fue nombrado presidente de la Elliott-Fisher Company después de la Primera Guerra Mundial (1914-1918). Elliott-Fisher se convirtió en la empresa matriz de Underwood Typewriter Company y Sundstrand Adding Machine Co. En 1927, Waggoner reorganizó la empresa en Underwood-Elliott-Fisher, que más tarde se convirtió en Underwood Corporation. La reorganización se completó en diciembre de 1927. John Thomas Underwood fue elegido presidente y Waggoner presidente de Underwood Elliott-Fisher.
En los años previos a la Segunda Guerra Mundial, Underwood construyó la máquina de escribir más grande del mundo en un intento de promocionarse. La máquina de escribir estuvo en exhibición en Garden Pier en Atlantic City, Nueva Jersey, durante varios años y atrajo a grandes multitudes. A menudo, Underwood tenía una mujer joven sentada en cada una de las teclas grandes. La enorme máquina de escribir fue desechada para utilizar su metal cuando comenzó la guerra.
Durante la Segunda Guerra Mundial, Underwood produjo carabinas M1. Se produjeron aproximadamente 540.000 carabinas M1 desde finales de 1942 hasta mayo de 1944. Underwood también produjo cañones de carabina M1 para el gobierno de Estados Unidos. En el marco del Programa de Libre Emisión de Barriles, los barriles se enviaban a otros fabricantes principales que no poseían las máquinas para fabricar barriles.
En 1945, Waggoner fue elegido presidente de la junta directiva de Underwood y Leon C. Stowell fue elegido presidente. Waggoner siguió siendo director ejecutivo. Olivetti compró una participación mayoritaria en Underwood en 1959 y completó la fusión en octubre de 1963, pasando a ser conocida en los Estados Unidos como Olivetti-Underwood con sede en la ciudad de Nueva York y entrando en el negocio de las calculadora s electromecánicas.
En las décadas de 1970 y 1980, el mercado de las máquinas de escribir había madurado bajo el dominio del mercado de grandes empresas de Gran Bretaña, Europa y Estados Unidos — pero antes de la llegada de las máquinas electrónicas y de rueda diaria — Underwood y los otros grandes fabricantes enfrentaron una fuerte competencia de las máquinas de escribir de Asia, incluidas Brother Industries y Silver Seiko Ltd. de Japón.
La marca Underwood aparece en 2021 en algunas cajas registradoras producidas por Olivetti.

## Usuarios notables
Algunos escritores que habían respaldado a las máquinas de escribir Underwood incluyen a William Faulkner, F. Scott Fitzgerald, Ernest Hemingway y Robert E. Howard.

## En la cultura popular
La marca de máquinas de escribir Underwood se menciona y se ve en la serie de televisión House of Cards. En el episodio 25, el personaje principal y vicepresidente de los Estados Unidos, Frank Underwood, usa una máquina de escribir Underwood para escribir una carta al presidente Garrett Walker. En esta carta, insinúa que su padre fue heredero de la fortuna de las máquinas de escribir Underwood. El episodio 27 revela que el padre de Frank se llamaba Calvin, y ningún Calvin Underwood jamás tuvo participación ni dominio sobre la empresa de máquinas de escribir.

## Galería

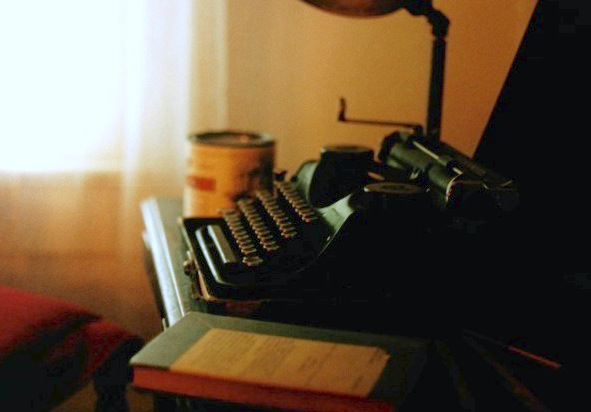
Underwood Universal Portable de William Faulkner en su oficina de Rowan Oak, que ahora la Universidad de Misisipi en Oxford conserva como museo.
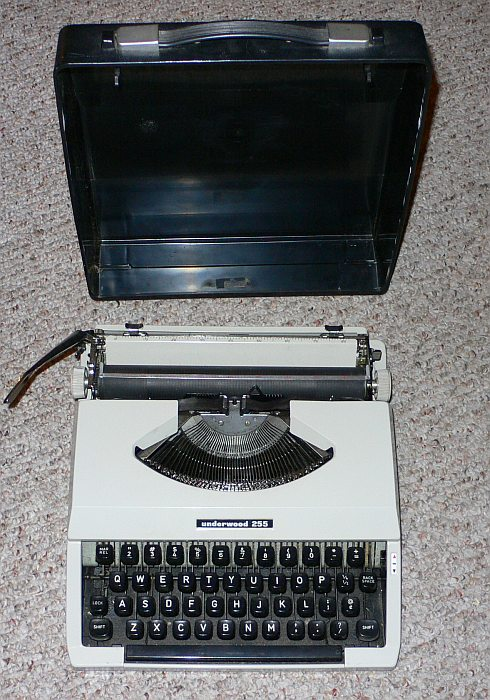
Underwood 255 portátil para estudiantes fabricado alrededor de 1977 en Japón.
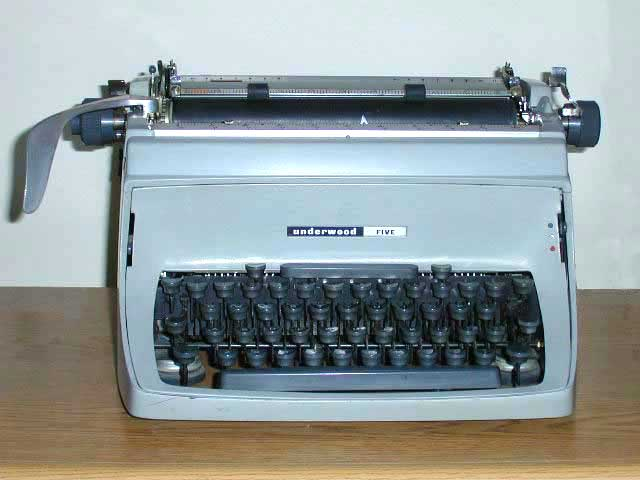
El Underwood Touch-Master 5 fue uno de los últimos modelos de escritorio producidos en la fábrica de Underwood a principios de los años 60.
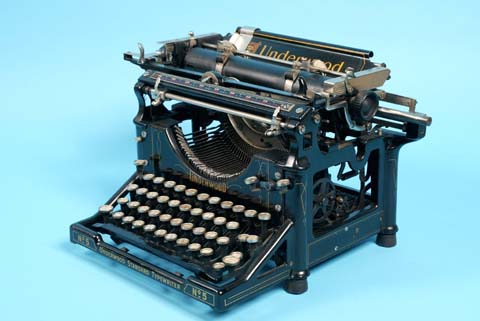
Underwood No. 5, en la colección del Museo de los Niños de Indianápolis.
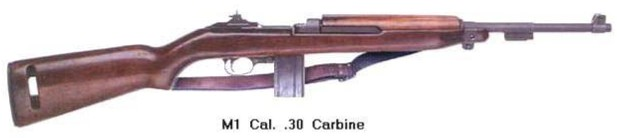
Durante la Segunda Guerra Mundial, Underwood produjo carabinas M1 para el Departamento de Guerra.
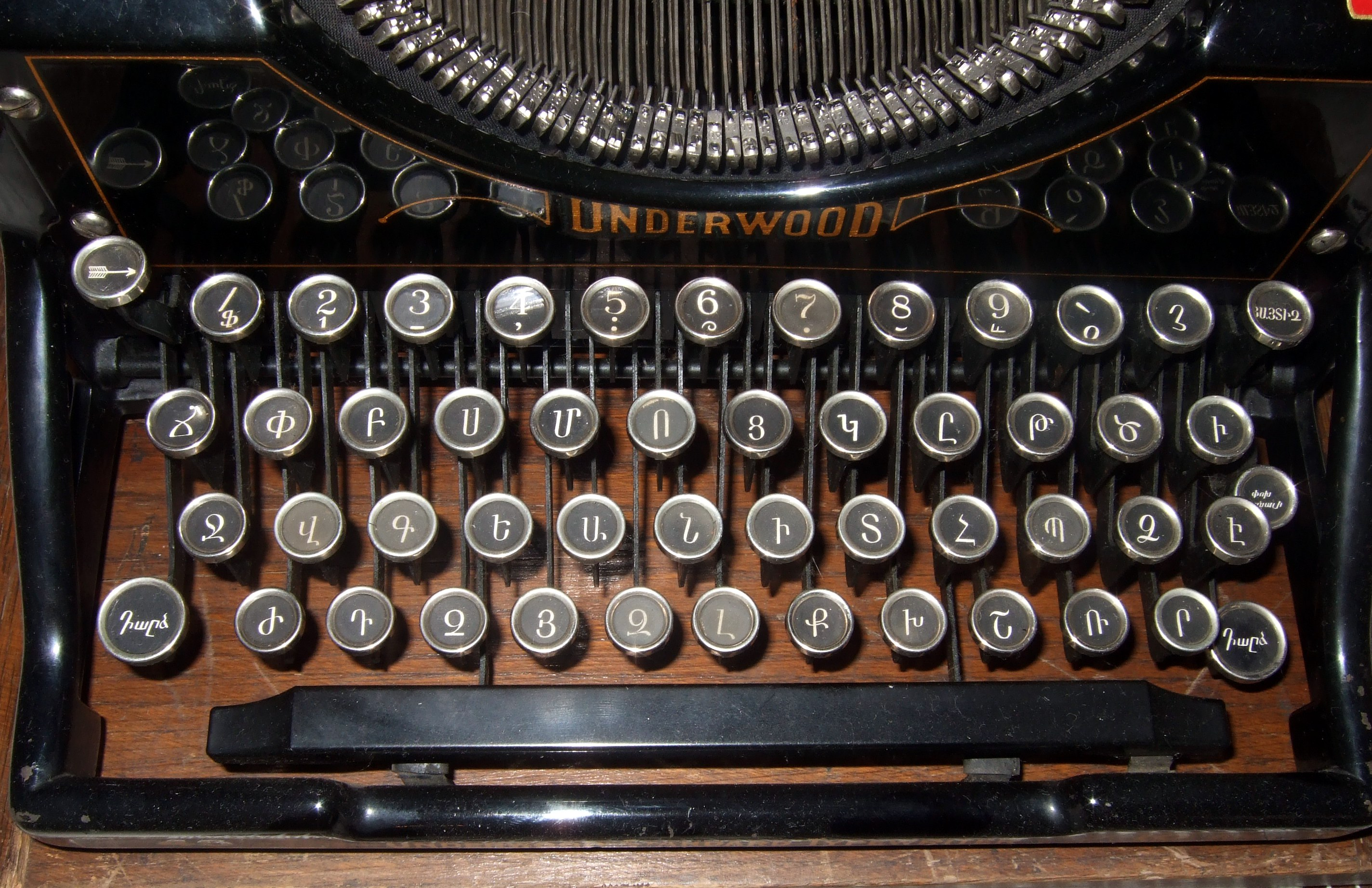
Una máquina de escribir Underwood con letras armenias.
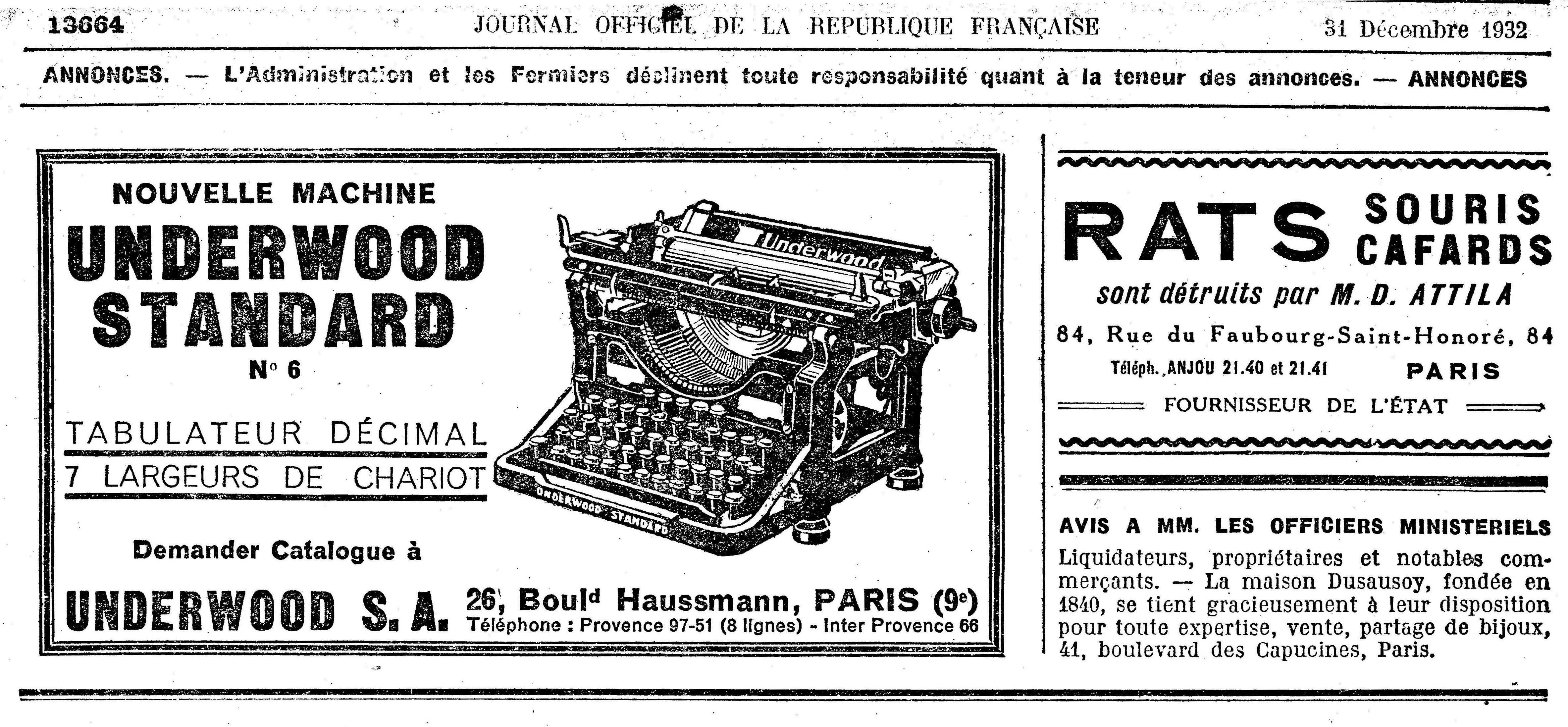
Anuncio de «Underwood standard n° 6» en Francia.
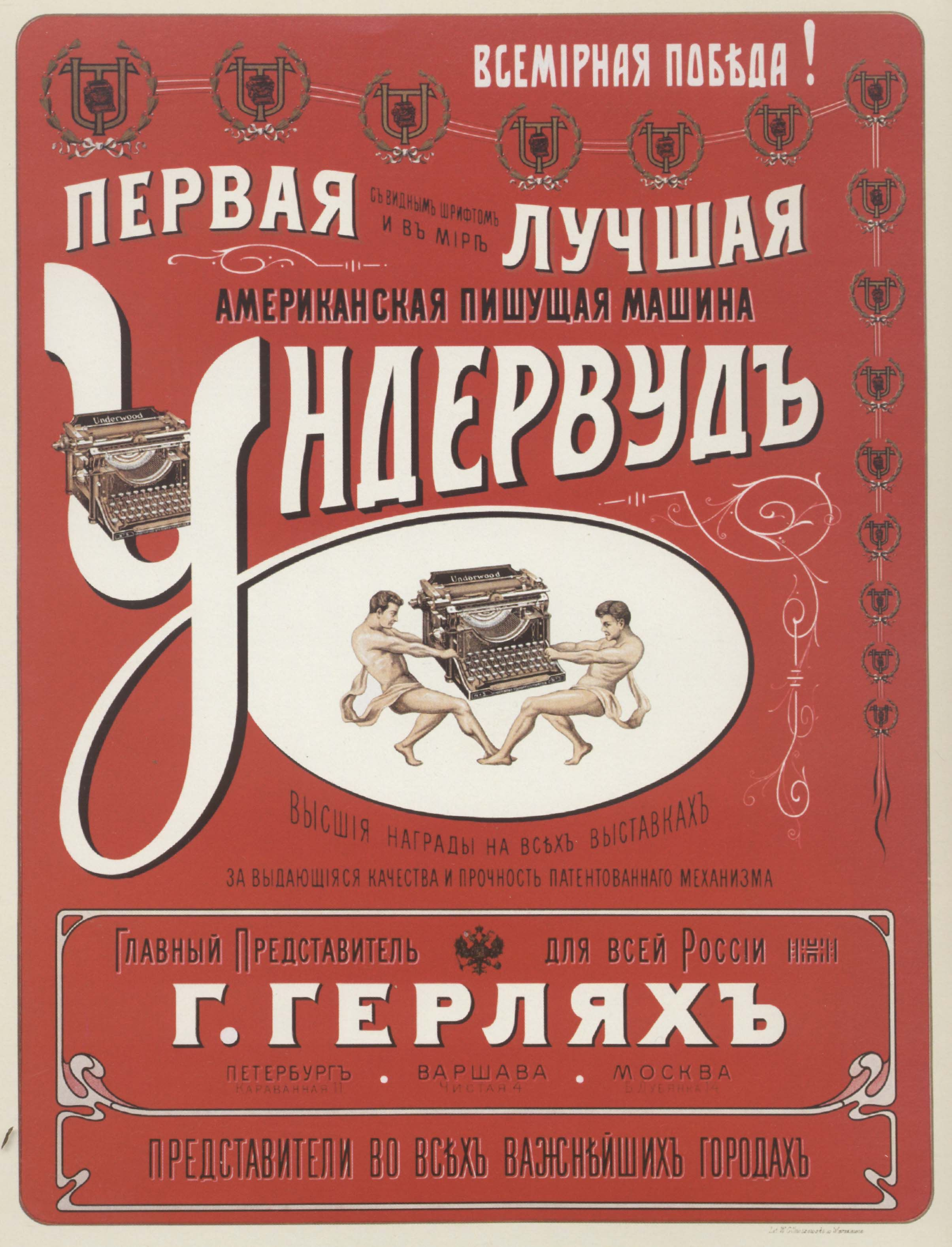
Anuncio de máquina de escribir Underwood en Rusia (1900).
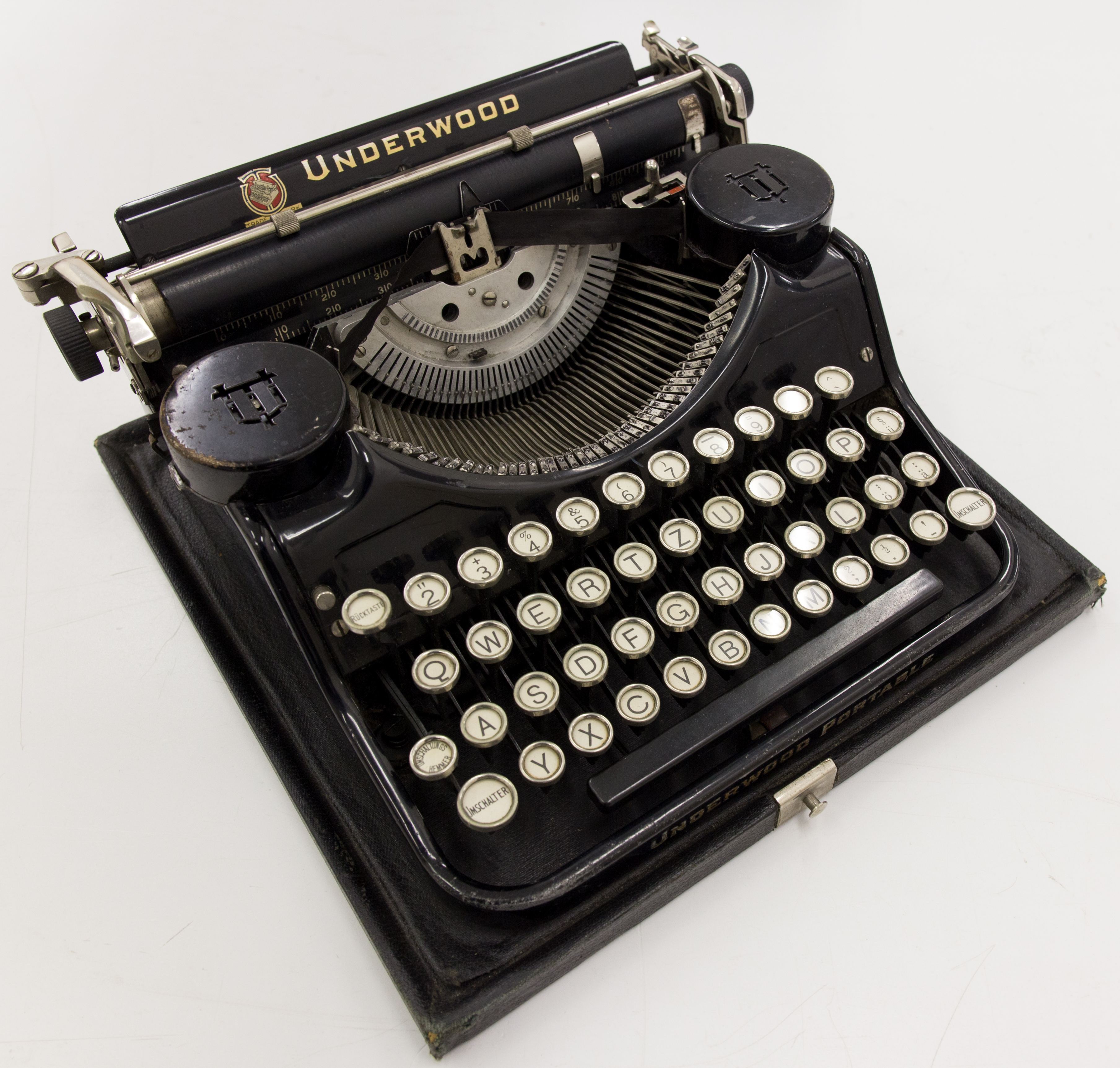
Máquina de escribir Underwood Portable en el Museo Europeo de Cultura.
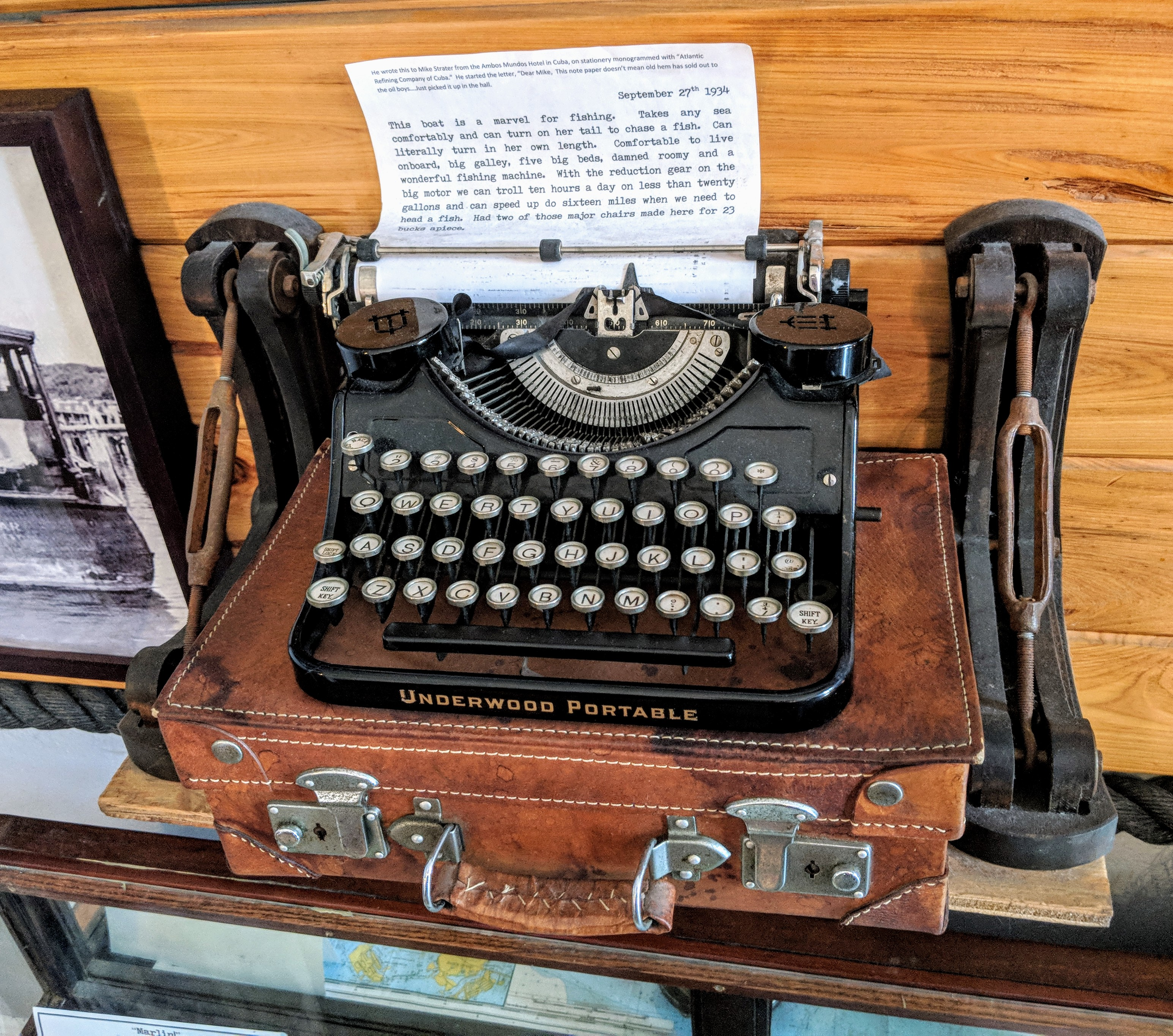
La máquina de escribir Underwood portátil de Ernest Hemingway.
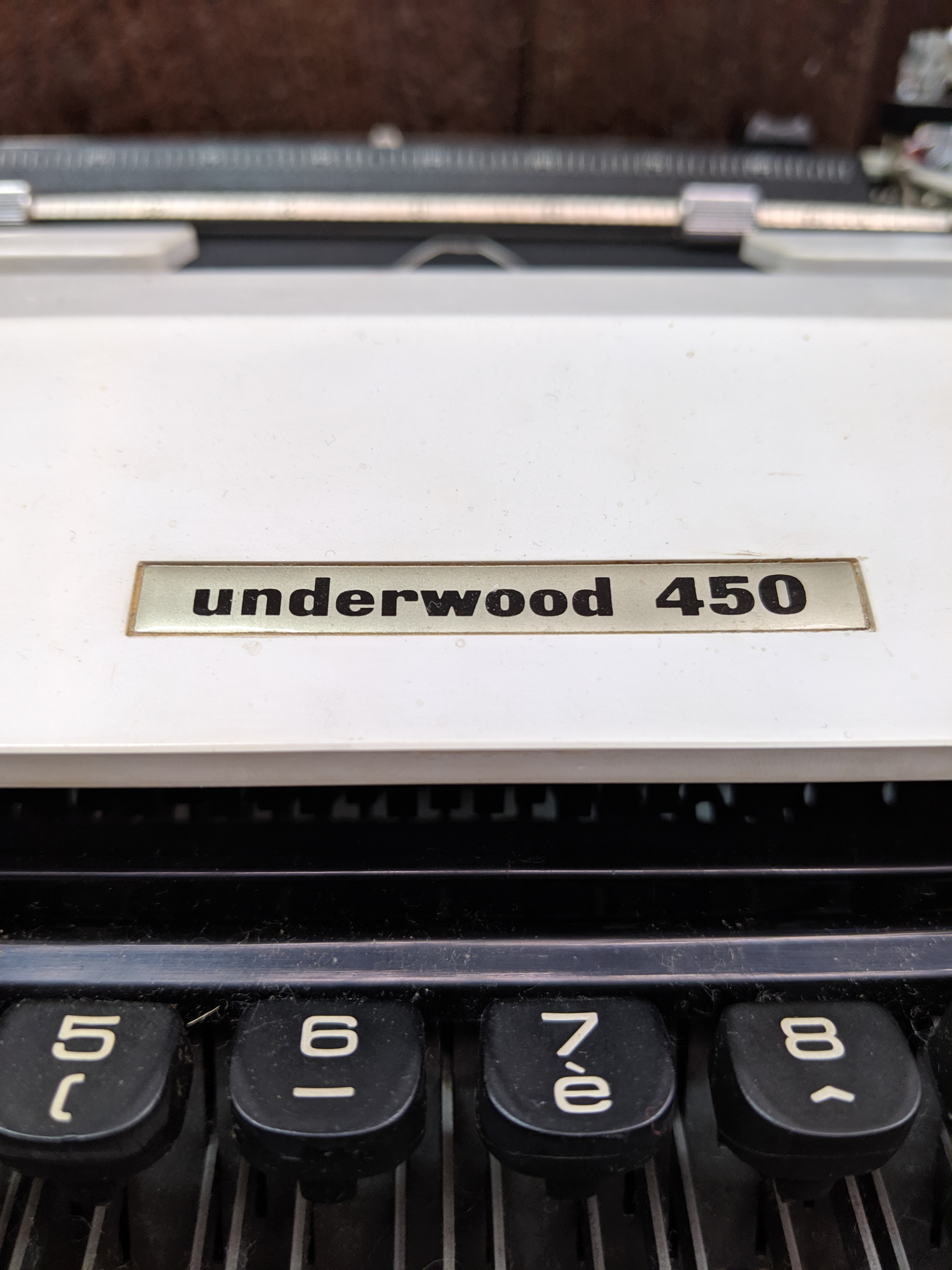
Underwood 450, versión italiana, detalle.